# Soubey
Soubey ist eine politische Gemeinde im Distrikt Franches-Montagnes des Kantons Jura in der Schweiz.

## Geographie
Soubey liegt auf 476 m ü. M., sieben Kilometer nordöstlich des Bezirkshauptorts Saignelégier (Luftlinie) und 10 km südwestlich von Saint-Ursanne. Das Bauerndorf erstreckt sich in der Talniederung des Doubs zu beiden Seiten des Flusses, der tief in die Juraketten eingeschnitten ist.
Die Fläche des 13,5 km² grossen Gemeindegebiets umfasst einen Abschnitt der Region des Clos du Doubs. Das tiefe Doubstals weist bis zu 500 m hohe Talflanken auf, die teils mit Wiesen, teils mit Wald bestanden und mancherorts von Felsbändern durchzogen sind. Der Doubs selbst wird meist von einer 200 bis 300 m breiten, flachen Talaue begleitet. Im Süden reicht das Gemeindegebiet den Hang der Côte au Bouvier hinauf und erreicht bei den Rouges Roches mit 910 m ü. M. den höchsten Punkt von Soubey. Nach Norden erstreckt sich das Gebiet auf den Kamm des Clos du Doubs (bis 899 m ü. M.) mit den Höhen von Pâture des Plains, Péture des Laives und Pâture d'Amont. Von der Gemeindefläche entfielen 1997 2 % auf Siedlungen, 59 % auf Wald und Gehölze, 37 % auf Landwirtschaft, und etwas mehr als 2 % waren unproduktives Land.
Zu Soubey gehören die Weiler Lobchez (483 m ü. M.) am rechten (südlichen) Ufer des Doubs westlich des Dorfes, Chercenay (575 m ü. M.) und Froidevaux (678 m ü. M.), beide auf Geländeterrassen am nördlichen Talhang des Doubs, Clairbié (482 m ü. M.) direkt an der französischen Grenze, 4,5 km stromaufwärts von Soubey, sowie zahlreiche Einzelhöfe. Nachbargemeinden von Soubey sind Saignelégier, Les Enfers, Montfaucon und Clos du Doubs im Kanton Jura sowie Burnevillers und Indevillers im angrenzenden Frankreich.

## Bevölkerung
Mit 125 Einwohnern (Stand 31. Dezember 2023) gehört Soubey zu den kleinen Gemeinden des Kantons Jura. Von den Bewohnern sind 83,8 % französischsprachig und 16,2 % deutschsprachig (Stand 2000). Die Bevölkerungszahl von Soubey belief sich 1880 auf 417 Einwohner, 1900 auf 352 Einwohner. Infolge starker Abwanderung wurde im Verlauf des 20. Jahrhunderts ein weiterer Rückgang um rund 60 % verzeichnet.

## Wirtschaft
Soubey ist ein noch stark landwirtschaftlich geprägtes Dorf mit Milchwirtschaft, Viehzucht, etwas Ackerbau und Obstbau an den klimatisch begünstigten Sonnenhängen links des Doubs. Ausserhalb des primären Sektors gibt es im Dorf nur wenige Arbeitsplätze im lokalen Kleingewerbe. Viele Erwerbstätige sind deshalb Wegpendler. Dank seiner schönen Lage am Doubs profitiert Soubey vom Tourismus; das Flusstal eignet sich hervorragend für Kanufahrten, Fischerei und ausgedehnte Wanderungen.

## Verkehr
Die Gemeinde liegt abseits der grösseren Strassenverbindungen, in der Nähe der Hauptstrasse 18 (7,8 km), welche via Montfaucon erschlossen ist; eine weitere Strasse führt von Saint-Ursanne nach Soubey. Mit einem regelmässig verkehrenden Postauto gelangt man nach Saint-Ursanne. Zweimal pro Tag verkehrt im Sommer jeweils Mittwoch und Samstag, sonntags alle 2 Stunden, auch eine Buslinie nach Montfaucon und Saignelégier. Die nächste Bahnstation befindet sich 1,2 km südlich von Montfaucon an der Eisenbahnlinie von Glovelier nach La Chaux-de-Fonds.

## Geschichte
Seine erste Erwähnung findet das Dorf 1340 als Subeis, das zur Pfarrei Chercenay gehörte. Eine Kapelle wird bereits 1139 im Weiler Chercenay erwähnt. Auch die Weiler Froidevaux und Lobchez erscheinen früher in den Urkunden als Soubey. Der Ort unterstand der Propstei Saint-Ursanne. Von 1793 bis 1815 gehörte Soubey zu Frankreich und war anfangs Teil des Département du Mont-Terrible, ab 1800 mit dem Département Haut-Rhin verbunden. Durch den Entscheid des Wiener Kongresses kam der Ort 1815 an den Kanton Bern und am 1. Januar 1979 an den neu gegründeten Kanton Jura.

## Persönlichkeiten
- Pierre Paupe (1937–2016), Politiker

## Sehenswürdigkeiten
Die Pfarrkirche Saint-Valbert, die ein Dach aus Kalksteinplatten besitzt, wurde 1632 erbaut. Sie ist mit modernen Fenstern (1962) des Künstlers Coghuf ausgestattet und wurde um 1960 von der Architektin Jeanne Bueche restauriert. Im Ortskern von Soubey sind noch alte Häuser aus dem 17. bis 19. Jahrhundert erhalten. Etwas östlich des Dorfes steht am Bach Bief eine Mühle, deren Ursprünge auf das Jahr 1565 zurückgehen. Sie war noch bis in die zweite Hälfte des 20. Jahrhunderts in Betrieb und besitzt ein Schaufelrad von 6 m Durchmesser.

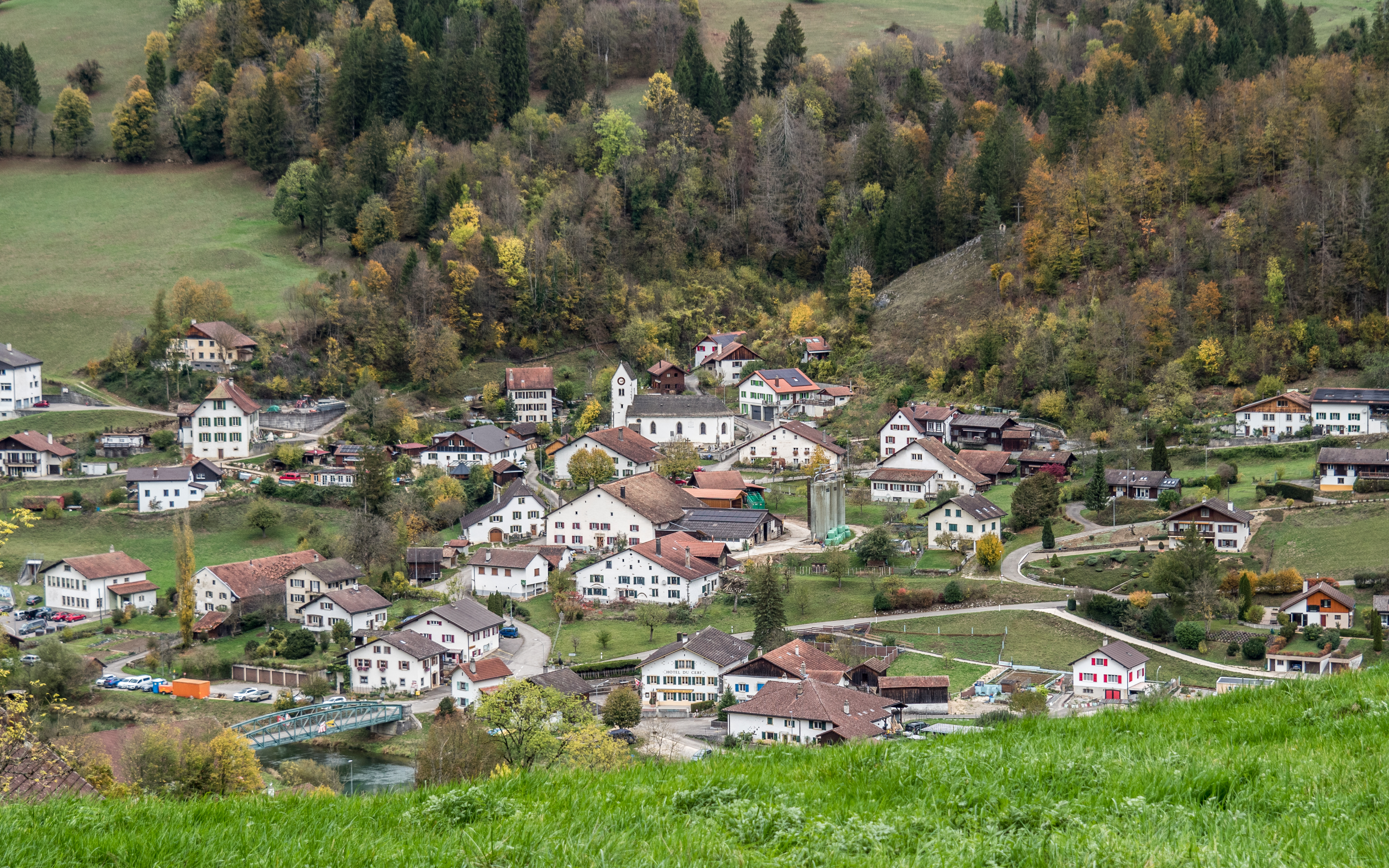
Soubey
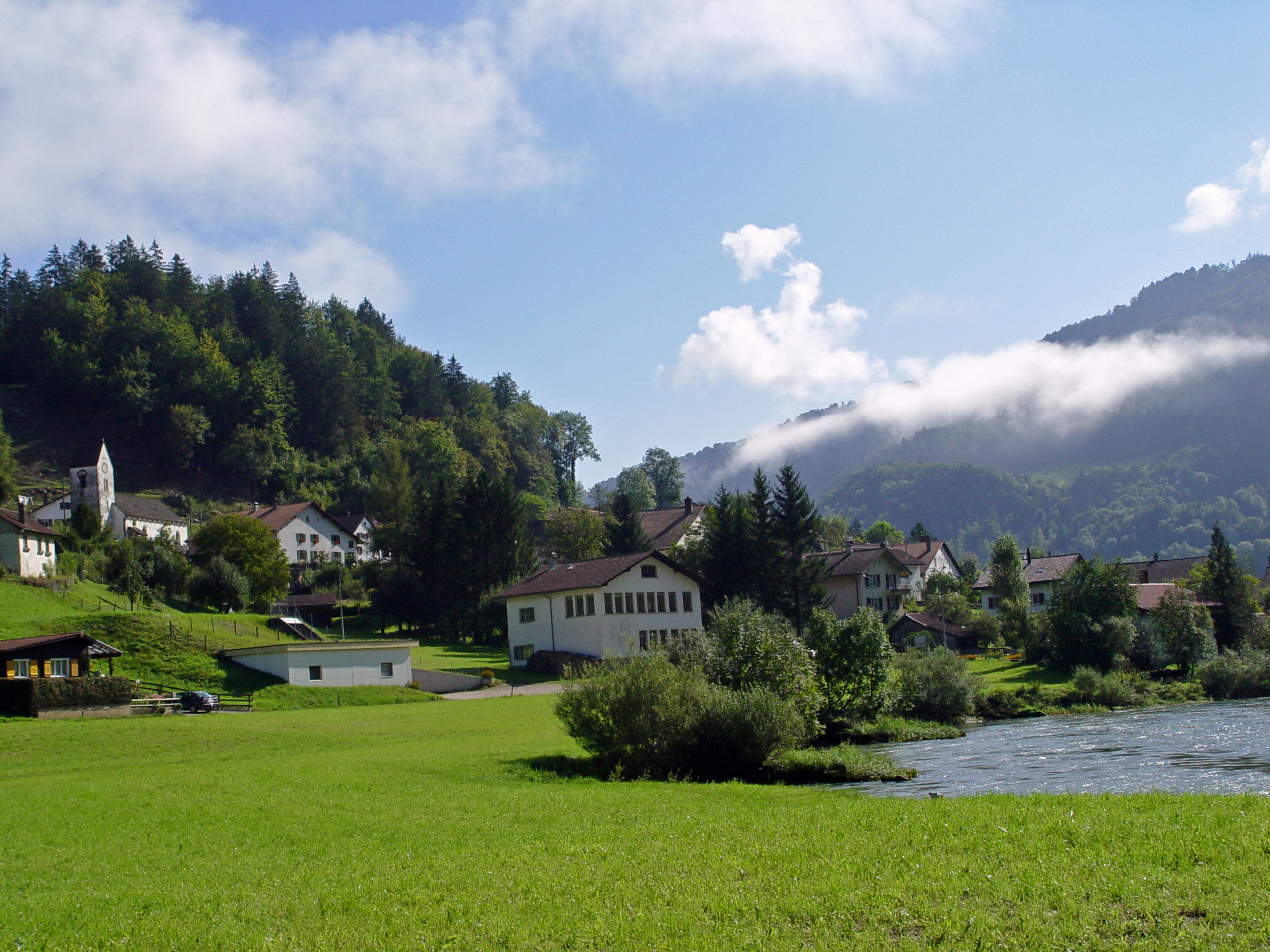
Soubey am Doubs
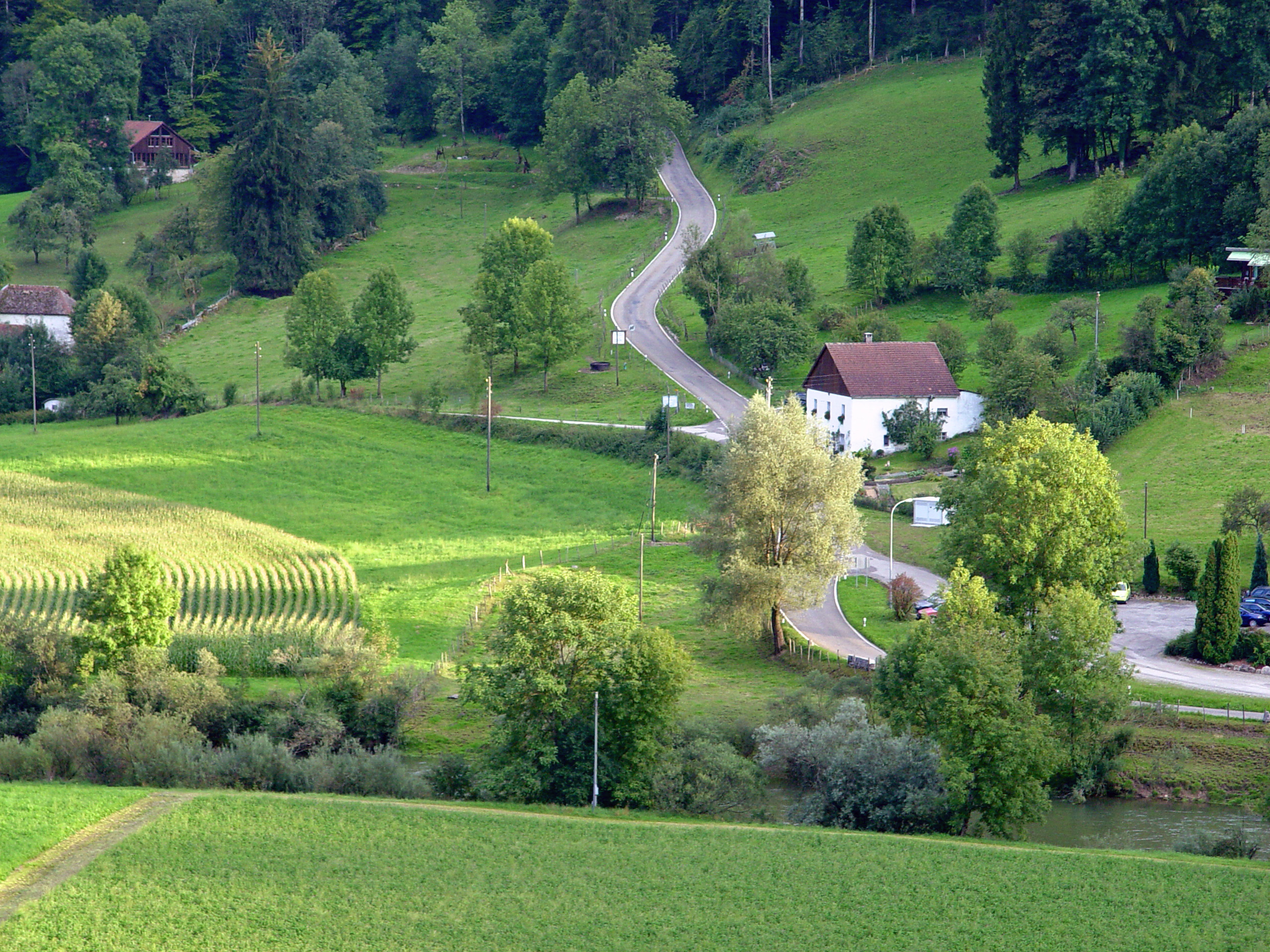
Strasse nach Soubey von Montfaucon
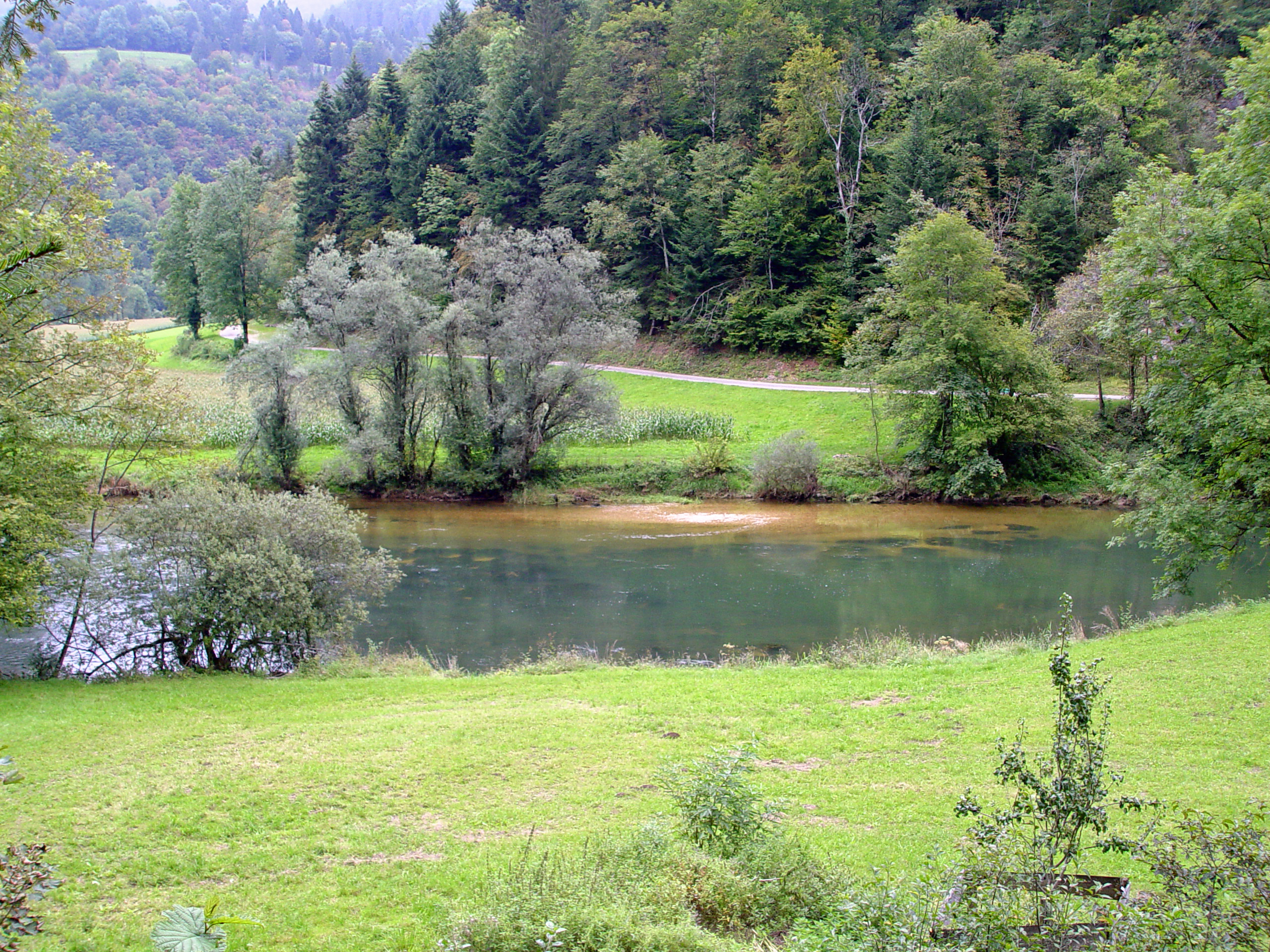
Ruhiger Lauf des Doubs bei Soubey
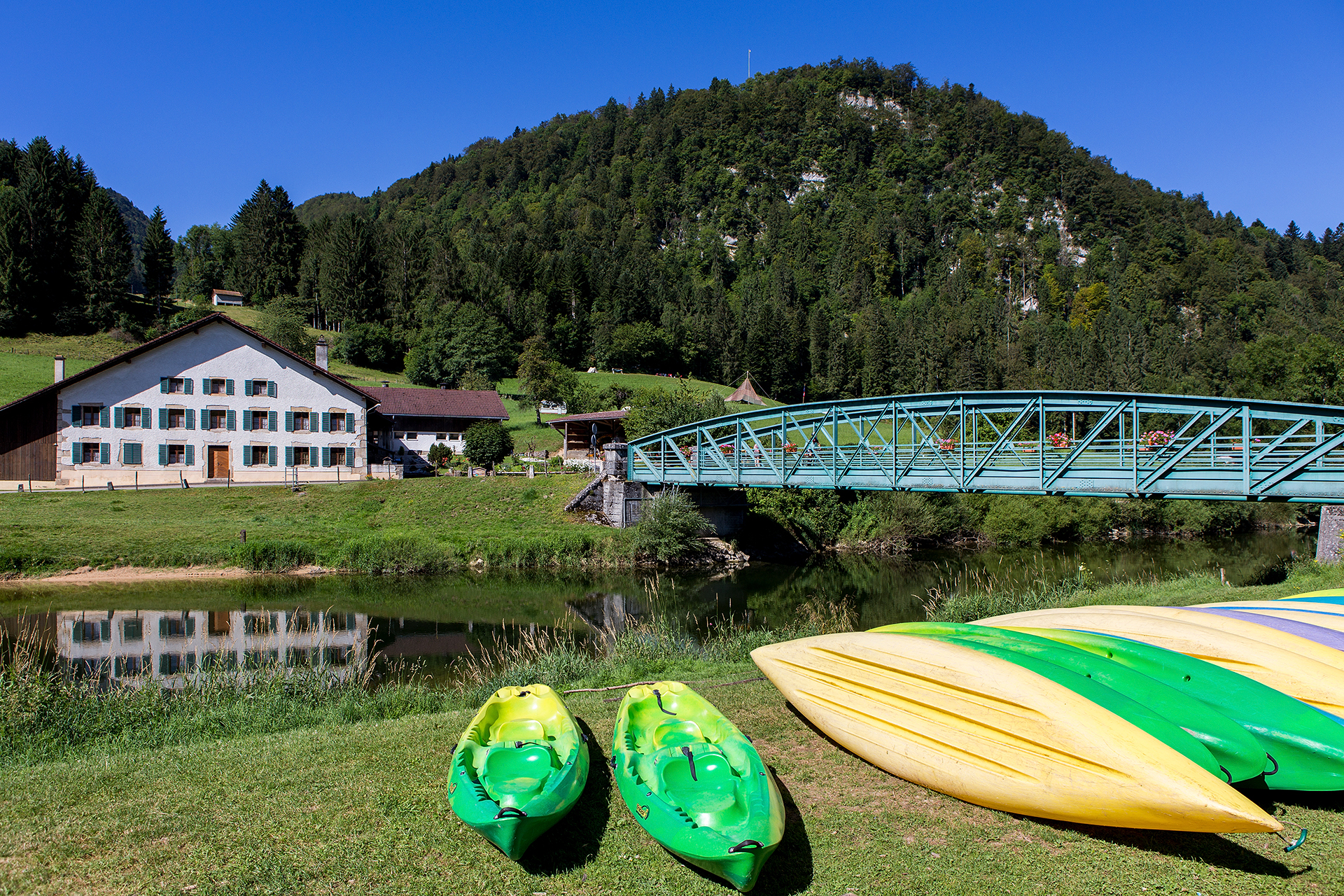
Kajaks und Kanus am Doubs
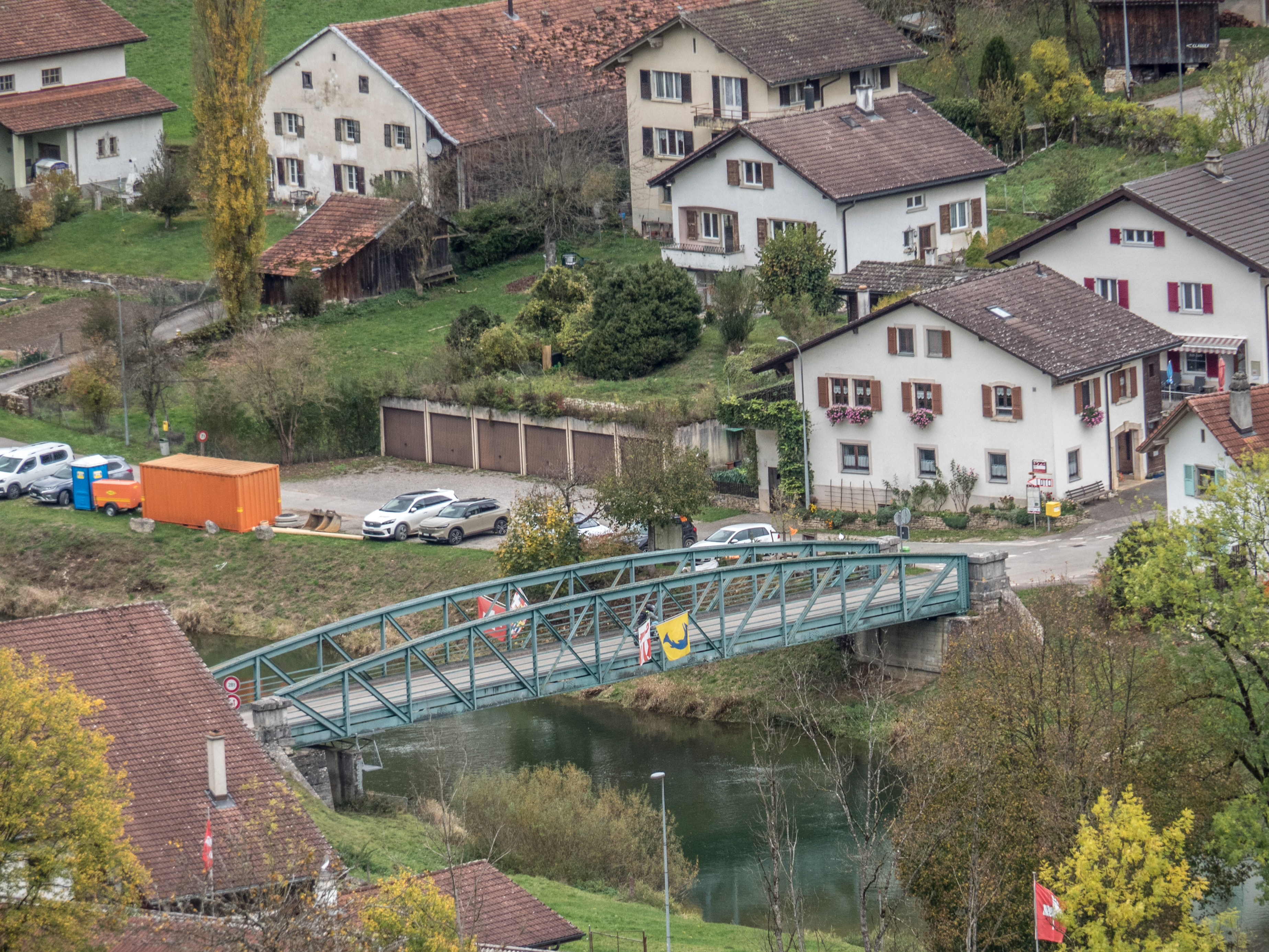
Strassenbrücke über den Doubs bei Soubey
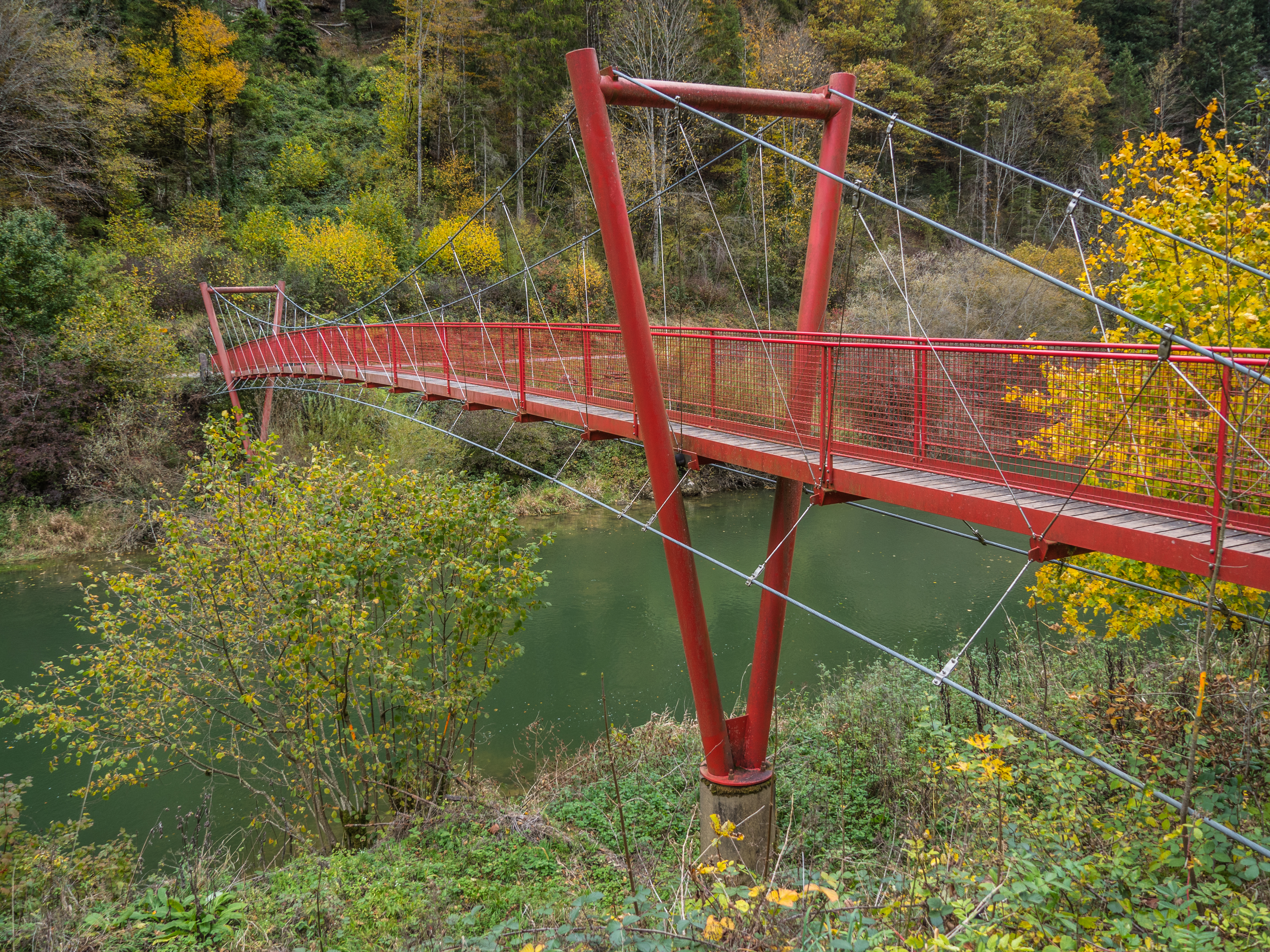
Hängebrücke über den Doubs bei Clairbié (gebaut 1992)
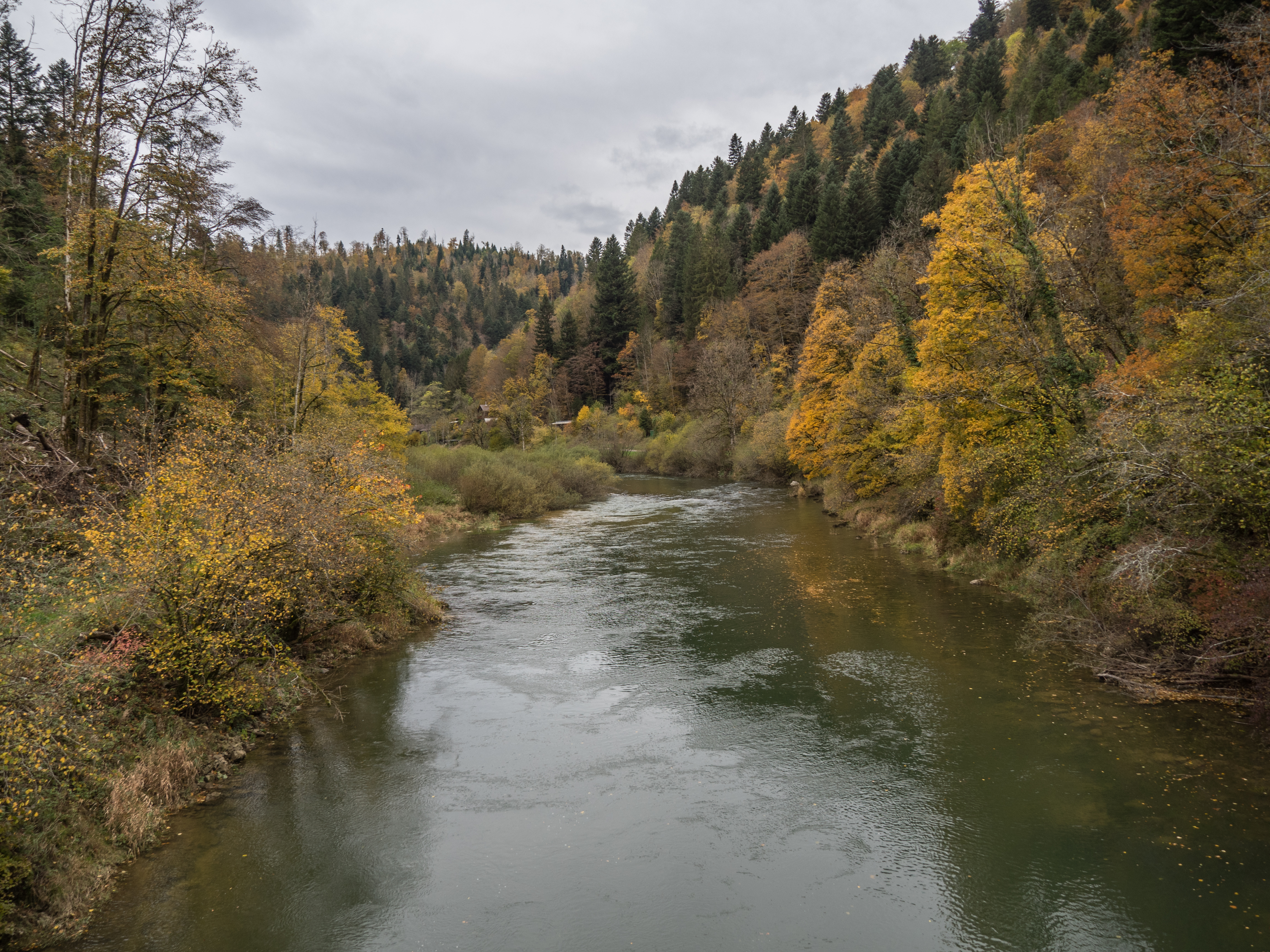
Auengebiet Clairbié am Doubs
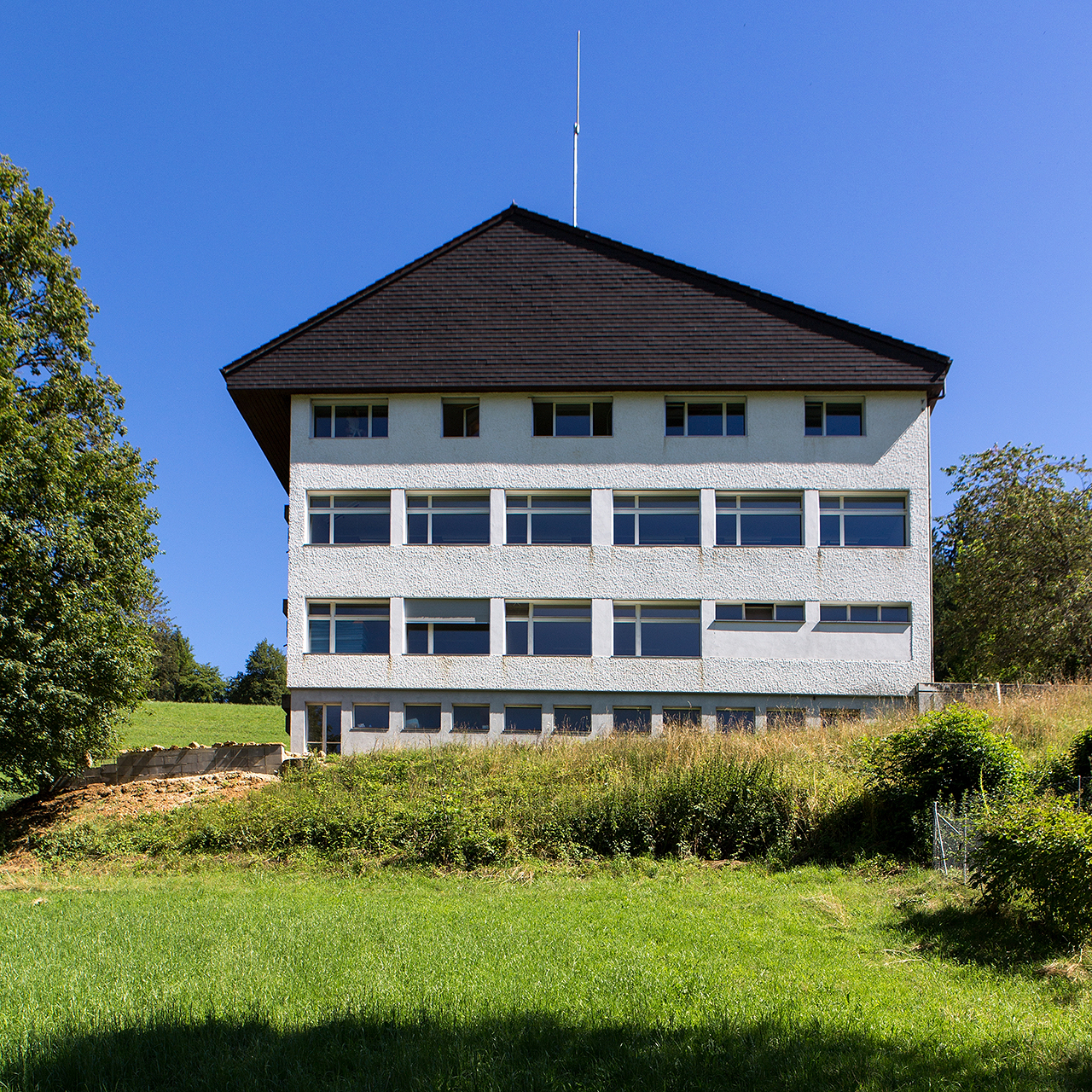
Primarschulhaus
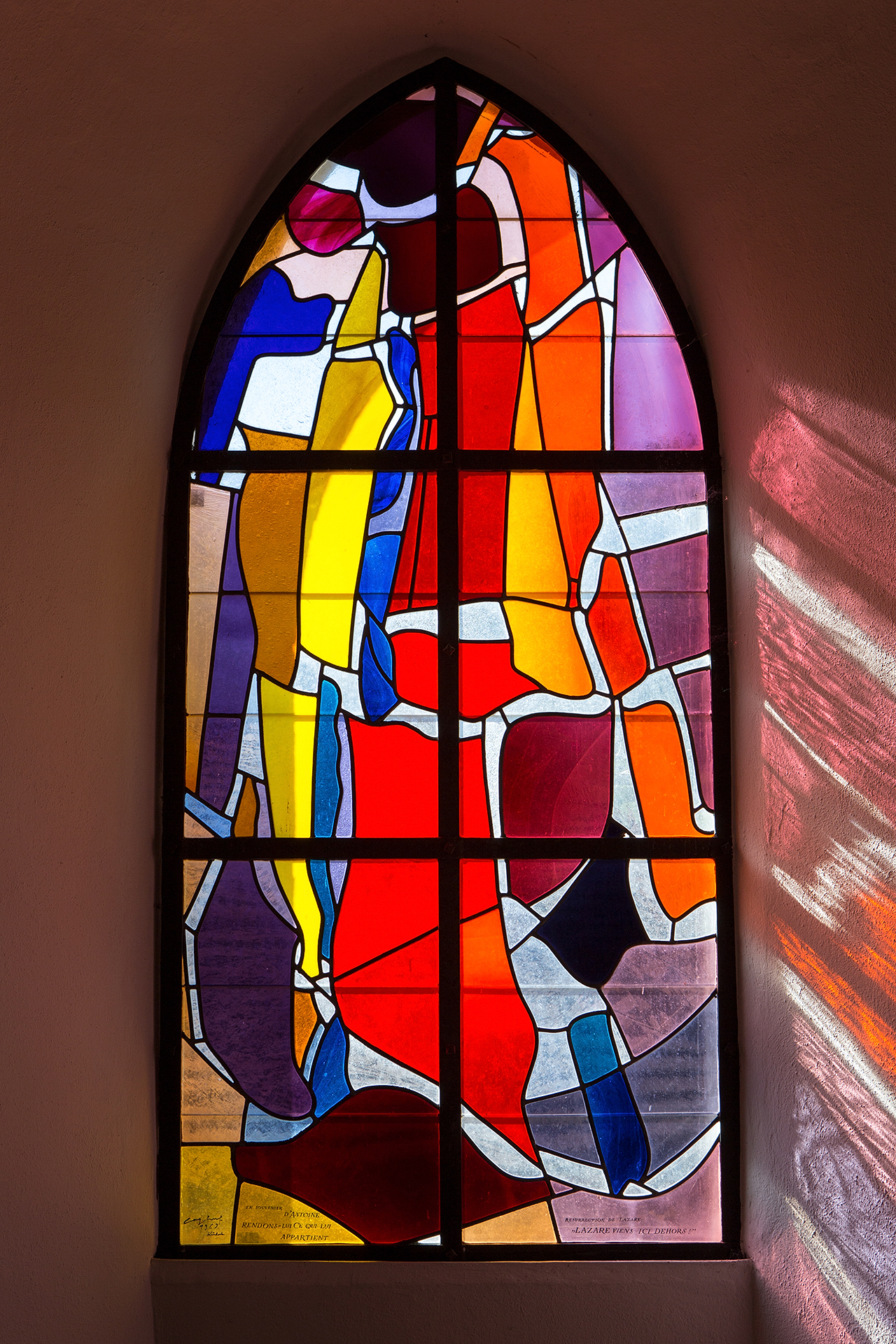
Glasfenster (Kirche) von Goghuf